# Acalolepta noctis
Acalolepta noctis là một loài bọ cánh cứng trong họ Cerambycidae.